# 彼得里夫卡 (貝雷濟夫卡區)
47°0′7″N 31°8′26″E / 47.00194°N 31.14056°E
彼得里夫卡（烏克蘭語：Петрівка）是位於烏克蘭西南部的村莊，由敖德萨州贝雷济夫卡区的新卡利切韋市鎮負責管轄。該村始建於1865年，面積1.67平方公里，2001年人口530，人口密度每平方公里317.75人。